# Musikjahr 1965
Liste der Musikjahre

◄◄ | ◄ | 1961 | 1962 | 1963 | 1964 | Musikjahr 1965 | 1966 | 1967 | 1968 | 1969 | ► | ►►

Weitere Ereignisse · Country-Musik
Dieser Artikel behandelt das Musikjahr 1965.

## Ereignisse

### Populäre Musik und Jazz
- 20. März: Die Französin France Gall gewinnt mit dem Lied Poupée de cire, poupée de son beim 10. Eurovision Song Contest in Italien.
- 25. Juli: Bob Dylan wird auf dem seit 1959 jährlich ausgetragenen Newport Folk Festival ausgebuht, als er zur Elektrogitarre greift.
- 06. August: Help!, das fünfte Album der Beatles und Soundtrack zum gleichnamigen Film, erscheint.
- 15. August: Die Beatles spielen im New Yorker Shea Stadium das Livekonzert mit der höchsten Besucherzahl ihrer Karriere.
- 30. August: Bob Dylan bringt sein sechstes Studioalbum Highway 61 Revisited heraus, das den Song Like a Rolling Stone enthält.
- 11. September: Erster Deutschland-Auftritt der Rolling Stones in der Halle Münsterland in Münster.
- 26. Oktober: Die Beatles werden von Königin Elisabeth II. im Londoner Buckingham Palace mit dem Orden Member of the British Empire ausgezeichnet. John Lennon gibt seinen Orden ein paar Jahre später aus Protest gegen die Beteiligung Großbritanniens am Biafra-Krieg wieder zurück.
- 03. Dezember: Die Beatles veröffentlichen ihr sechstes Album Rubber Soul.

### Klassische Musik und Musiktheater
- 14. Januar: Uraufführung des fünfsätzigen Orchesterwerkes Métaboles von Henri Dutilleux durch das Cleveland Orchestra unter George Szell.
- 15. Februar: Bernd Alois Zimmermanns Oper Die Soldaten wird im Kölner Opernhaus uraufgeführt.
- 07. April: Die Uraufführung der komischen Oper Der junge Lord von Hans Werner Henze erfolgt an der Deutschen Oper Berlin unter der Leitung von Christoph von Dohnányi in der Inszenierung von Rudolf Sellner. Das Libretto stammt von Ingeborg Bachmann und geht zurück auf eine Parabel von Wilhelm Hauff.
- 13. April: Das Ballett Onegin von John Cranko nach der Musik von Pjotr Tschaikowski in der Bearbeitung von Kurt-Heinz Stolze wird im Großen Haus der Württembergischen Staatstheater in Stuttgart vom Stuttgarter Ballett uraufgeführt.
- 19. Mai: Der russisch-amerikanische Pianist Vladimir Horowitz feiert nach 12-jähriger Abwesenheit von der Bühne ein sensationelles Comeback in der Carnegie Hall in New York.
- 05. Juli: Maria Callas singt im Royal Opera House in Covent Garden in London zum letzten Mal die Tosca von Giacomo Puccini. Es ist ihr Abschied von der Opernbühne.
- 02. November: Die Uraufführung der Oper Jacobowsky und der Oberst von Giselher Klebe findet an der Hamburgischen Staatsoper statt.
- 22. November: Das Musical Der Mann von La Mancha von Mitch Leigh, nach dem Text von Dale Wasserman wird am Anta Washington Square Theatre in New York City uraufgeführt.
- 30. November: In Frankfurt am Main wird die Oper Das Wundertheater von Hans Werner Henze uraufgeführt.
- Luciano Berio – Wasserklavier

### Film und Fernsehen
- 05. März: In den bundesdeutschen Kinos wird der erste Italowestern, Sergio Leones Für eine Handvoll Dollar, aufgeführt. Hauptdarsteller des Films ist Clint Eastwood. Die Filmmusik komponierte Ennio Morricone (als Leo Nichols).

## Musikcharts

### Deutschland
| Position | Singles                                   |
| -------- | ----------------------------------------- |
|          |                                           |
| 1        | Il Silenzio Nini Rosso                    |
| 2        | Downtown Petula Clark                     |
| 3        | Das war mein schönster Tanz Bernd Spier   |
| 4        | Wooly Bully Sam the Sham & the Pharaohs   |
| 5        | Santo Domingo Wanda Jackson               |
| 6        | Rag Doll Die Five Tops                    |
| 7        | Poupée de cire, poupée de son France Gall |
| 8        | Du bist nicht allein Roy Black            |
| 9        | Don’t Ha Ha Casey Jones & the Governors   |
| 10       | Mit 17 hat man noch Träume Peggy March    |

Die längsten Nummer-eins-Singles
Lieder, die die meiste Zeit während eines anderen Jahres auf Platz 1 der Charts verbrachten, werden hier nicht aufgeführt.
1. Nini Rosso – Il Silenzio (Abschiedsmelodie) (3½ Monate)
2. Petula Clark – Downtown (2½ Monate)
3. The Rolling Stones – (I Can’t Get No) Satisfaction (1½ Monate)

Die längsten Nummer-eins-Alben
Alben, die die meiste Zeit während eines anderen Jahres auf Platz 1 der Charts verbrachten, werden hier nicht aufgeführt.
1. Soundtrack – My Fair Lady – Deutsche Originalaufnahme (4½ Monate)
2. The Beatles – Beatles for Sale (3 Monate)
3. The Beatles – Help! (2 Monate)

Alle Nummer-eins-Hits und die Hits des Jahres

### Österreich
| Position | Singles                                          |
| -------- | ------------------------------------------------ |
|          |                                                  |
| 1        | Zorba’s Dance Mikis Theodorakis                  |
| 2        | Il Silenzio (Abschiedsmelodie) Nini Rosso        |
| 3        | Santo Domingo Wanda Jackson                      |
| 4        | (I Can’t Get No) Satisfaction The Rolling Stones |
| 5        | Kleine Annabell Ronny                            |
| 6        | Taxi nach Texas Martin Lauer                     |
| 7        | Mr. Tambourine Man The Byrds                     |
| 8        | I Feel Fine The Beatles                          |
| 9        | So ein Tag, so wunderschön wie heute Freddy      |
| 10       | Schenk’ mir ein Bild von dir Peter Alexander     |

Die längsten Nummer-eins-Singles
Lieder, die die meiste Zeit während eines anderen Jahres auf Platz 1 der Charts verbrachten, werden hier nicht aufgeführt.
1. Nini Rosso – Il Silenzio (Abschiedsmelodie) (13 Wochen)
2. The Rolling Stones – (I Can’t Get No) Satisfaction (9 Wochen)
3. Freddy – Vergangen, vergessen, vorüber (7 Wochen)

Alle Nummer-eins-Hits und die Hits des Jahres

### Vereinigtes Königreich
| Singles                                    | Position | Alben                                        |
| ------------------------------------------ | -------- | -------------------------------------------- |
|                                            |          |                                              |
| I’ll Never Find Another You The Seekers    | 1        | The Sound of Music (Original Soundtrack)     |
| Tears Ken Dodd                             | 2        | Beatles for Sale The Beatles                 |
| A Walk in the Black Forest Horst Jankowski | 3        | Mary Poppins (Original Soundtrack)           |
| A World of Our Own The Seekers             | 4        | The Freewheelin’ Bob Dylan Bob Dylan         |
| Crying in the Chapel Elvis Presley         | 5        | No. 2 The Rolling Stones                     |
| Help! The Beatles                          | 6        | Bringing It All Back Home Bob Dylan          |
| I’m Alive The Hollies                      | 7        | 13 Lucky Shades of Val Doonican Val Doonican |
| Zorba’s Dance Marcello Minerbi             | 8        | Help! The Beatles                            |
| King of the Road Roger Miller              | 9        | Almost There Andy Williams                   |
| The Minute You’re Gone Cliff Richard       | 10       | My Fair Lady (Original Soundtrack)           |

Die längsten Nummer-eins-Singles
Lieder, die die meiste Zeit während eines anderen Jahres auf Platz 1 der Charts verbrachten, werden hier nicht aufgeführt.
1. Ken Dodd – Tears (5 Wochen)
2. The Rolling Stones – The Last Time; The Beatles – Ticket to Ride; Sandie Shaw – Long Live Love; The Hollies – I’m Alive; The Beatles – Help!; The Rolling Stones – Get Off of My Cloud; The Seekers – The Carnival Is Over; The Beatles – Day Tripper / We Can Work It Out (jeweils 3 Wochen)

Alle weiteren Lieder waren entweder eine oder zwei Wochen auf Platz 1 gelistet.
Die längsten Nummer-eins-Alben
Alben, die die meiste Zeit während eines anderen Jahres auf Platz 1 der Charts verbrachten, werden hier nicht aufgeführt.
1. (Soundtrack) – The Sound of Music (20 Wochen)
2. The Rolling Stones – No. 2 (10 Wochen)
3. The Beatles – Help! (9 Wochen)

Alle Nummer-eins-Hits und die Hits des Jahres

### Vereinigte Staaten
Die längsten Nummer-eins-Singles
Lieder, die die meiste Zeit während eines anderen Jahres auf Platz 1 der Charts verbrachten, werden hier nicht aufgeführt.
1. The Rolling Stones – (I Can’t Get No) Satisfaction; The Beatles – Yesterday (jeweils 4 Wochen)
2. Herman’s Hermits – Mrs. Brown You’ve Got a Lovely Daughter; Sonny and Cher – I Got You Babe; The Beatles – Help!; The Byrds – Turn! Turn! Turn! (To Everything There Is a Season) (jeweils 3 Wochen)

Alle weiteren Lieder waren entweder eine oder zwei Wochen auf Platz 1 gelistet.
Die längsten Nummer-eins-Alben
Alben, die die meiste Zeit während eines anderen Jahres auf Platz 1 der Charts verbrachten, werden hier nicht aufgeführt.
1. Original Cast Soundtrack – Mary Poppins (14 Wochen)
2. The Beatles – Beatles ’65; The Beatles – Help! (Original Motion Picture Soundtrack) (jeweils 9 Wochen)
3. The Beatles – Beatles VI (6 Wochen)

Alle Nummer-eins-Hits und die Hits des Jahres

### Charts in weiteren Ländern
Siehe auch: Nummer-eins-Hits 1965 in  Australien, Belgien, Deutschland, Finnland, Frankreich, Irland, Italien, Kanada, den Niederlanden, Norwegen, Österreich, Spanien, den Vereinigten Staaten und im Vereinigten Königreich.

## Musikpreise und Ehrungen

### Musikwettbewerbe
Eurovision Song Contest
1. France Gall: Poupée de cire, poupée de son
2. Kathy Kirby: I Belong
3. Guy Mardel: N’avoue jamais
4. Udo Jürgens: Sag ihr, ich laß sie grüßen
5. Bobby Solo: Se piangi se ridi

## Gründungen und Auflösungen

### Gründungen
- Canned Heat – US-amerikanische Bluesrockband
- Cindy & Bert – deutsches Schlagerduo
- Grateful Dead – US-amerikanische Rockband aus San Francisco
- Jefferson Airplane – US-amerikanische Rockband
- Pink Floyd – britische Rockband
- Puhdys – deutsche Rockband, gegründet als Udo-Wendel-Combo
- Scorpions – deutsche Hard-Rock-Band aus Hannover
- Small Faces – britische Rockband
- The Jay Five – westdeutsche Beat-Band aus Würzburg

### Auflösungen
- Harmonieorkest Staatsmijn Wilhelmina – Orchester der Staatsmine Wilhelmina
- The King Bees – in New York ansässige Rhythm-and-Blues-Musikgruppe

## Neuveröffentlichungen (Auswahl)

### Lieder und Kompositionen
| Lied                                    | Text                                | Musik                               | Erstinterpret                           | Label                         | Veröffentlichung  | Genre                    | Album                                      | Weitere Informationen                  |
| --------------------------------------- | ----------------------------------- | ----------------------------------- | --------------------------------------- | ----------------------------- | ----------------- | ------------------------ | ------------------------------------------ | -------------------------------------- |
| Abschied vom Meer                       | Lotar Olias, Walter Rothenburg      | Lotar Olias, Walter Rothenburg      | Freddy Quinn und Orchester Heinz Alisch | Polydor                       | 1965              | Schlager                 |                                            |                                        |
| Along the Shore                         | Bert Kaempfert, Stanley J. Kahan    | Bert Kaempfert, Stanley J. Kahan    | Freddy Quinn                            | Polydor                       | 1965              | Schlager                 | Fernweh und Sehnsucht                      |                                        |
| Bombay-Billy                            | Walter Rothenburg                   | Lotar Olias                         | Freddy Quinn                            | Polydor                       | 1965              | Schlager                 | Von Kontinent zu Kontinent                 |                                        |
| For The Gambia Our Homeland             | Virginia Julie Howe                 | Jeremy Frederick Howe               |                                         |                               | 1965              | Nationalhymne            |                                            | Nationalhymne von Gambia               |
| Herr, deine Liebe ist wie Gras und Ufer | Ernst Hansen                        | Lars Åke Lundberg                   |                                         |                               | 1965              | Kirchenlied              |                                            |                                        |
| Lara’s Theme                            |                                     | Maurice Jarre                       |                                         |                               | 1965              | Filmmusik                |                                            | Leitmotiv für den Film Doktor Schiwago |
| Messer, Gabel, Schere, Licht            | Ralf Arnie, Joe Lander, Mario Panas | Ralf Arnie, Joe Lander, Mario Panas | Vicky                                   | Philips                       | Mai 1965          | Schlager                 | Songs und Folklore (2012)                  |                                        |
| Mit 17 hat man noch Träume              | Heinz Korn                          | Heinz Korn                          | Peggy March                             | RCA Victor                    | Juni 1965         | Schlager                 | Laß mir meine Träume                       |                                        |
| People Get Ready                        | Curtis Mayfield                     | Curtis Mayfield                     | The Impressions                         |                               | 1965              | Pop                      |                                            |                                        |
| (I Can’t Get No) Satisfaction           | Mick Jagger, Keith Richards         | The Rolling Stones                  | The Rolling Stones                      | London Records, Decca Records | Mai 1965          | Rock                     |                                            |                                        |
| The Sweetheart Tree                     | Johnny Mercer                       | Henry Mancini                       | Henry Mancini                           | RCA Records                   | 1965              | Popmusik, Easy Listening | The Great Race – Music From the Film Score |                                        |
| Thunderball                             | Don Black, John Barry               | Don Black, John Barry               | Tom Jones                               | United Artists Records        | Oktober 1965      | Pop                      | Thunderball (O.S.T.)                       |                                        |
| Till the End of the Day                 | Ray Davies                          | Ray Davies                          | The Kinks                               | Pye Records                   | 19. November 1965 | Rock                     | Kinks                                      |                                        |

### Alben
| Album                                 | Interpret          | Label                                 | Veröffentlichung   | Genre                                | Weitere Informationen |
| ------------------------------------- | ------------------ | ------------------------------------- | ------------------ | ------------------------------------ | --------------------- |
| Beatles VI                            | The Beatles        | Capitol Records, EMI, Universal Music | 14. Juni 1965      | Rock                                 | Kompilation           |
| Bringing It All Back Home             | Bob Dylan          | Columbia Records                      | 2. März 1965       | Folk Rock, Folk                      |                       |
| December’s Children (And Everybody’s) | The Rolling Stones | London Records                        | 4. Dezember 1965   | Rock, Rhythm and Blues               |                       |
| Help!                                 | The Beatles        | Parlophone, Capitol, EMI, Universal   | 6. August 1965     | Folk-Rock, Rock, Pop-Rock            |                       |
| Herman’s Hermits                      | Herman’s Hermits   | MGM Records, Columbia Records         | 13. Februar 1965   | Beatmusik, Pop                       | Debütalbum            |
| Herman’s Hermits on Tour              | Herman’s Hermits   | MGM Records, Columbia Records         | Juni 1965          | Pop, Rock                            |                       |
| Highway 61 Revisited                  | Bob Dylan          | Columbia Records                      | 30. August 1965    | Folk Rock, Blues Rock, Rock ’n’ Roll |                       |
| Kinda Kinks                           | The Kinks          | Pye Records                           | 5. März 1965       | Pop, Rock ’n’ Roll                   |                       |
| Kinkdom                               | The Kinks          | Reprise Records                       | 24. November 1965  | Rock                                 |                       |
| Lass die kleinen Dinge                | Alfred Flury       | Philips Records                       | 1965               | Schlager                             |                       |
| Marianne Faithfull                    | Marianne Faithfull | Decca Records                         | 15. April 1965     | Rock                                 |                       |
| Mr. Tambourine Man                    | The Byrds          | Columbia Records                      | 21. Juni 1965      | Folk-Rock                            | Debütalbum            |
| My Generation                         | The Who            | Brunswick Records                     | 3. Dezember 1965   | Rock                                 | Debütalbum            |
| Out of Our Heads                      | The Rolling Stones | Decca                                 | 24. September 1965 | Rock ’n’ Roll, Rhythm and Blues      |                       |
| Rubber Soul                           | The Beatles        | Parlophone, Capitol, EMI, Universal   | 3. Dezember 1965   | Folk-Rock, Rock                      |                       |
| The Beatles’ Greatest                 | The Beatles        | Odeon, EMI                            | 18. Juni 1965      | Rock                                 | Kompilation           |
| The Early Beatles                     | The Beatles        | Capitol Records, EMI, Universal Music | 22. März 1965      | Rock                                 | Kompilation           |
| The Kink Kontroversy                  | The Kinks          | Pye Records, London Records           | 26. November 1965  | Beatmusik, Pop, Rock ’n’ Roll        |                       |
| The Rolling Stones No. 2              | The Rolling Stones | Decca                                 | 15. Januar 1965    | Rock ’n’ Roll, Rhythm and Blues      |                       |
| The Rolling Stones, Now!              | The Rolling Stones | London Records                        | 13. Februar 1965   | Rock ’n’ Roll, Rhythm and Blues      |                       |
| Turn! Turn! Turn!                     | The Byrds          | Columbia Records                      | 12. Dezember 1965  | Folk-Rock                            |                       |

## Geboren

### Januar
- 04. Januar: Beth Gibbons, Sängerin der englischen Trip Hop-Gruppe Portishead
- 04. Januar: Cait O’Riordan, englische Sängerin
- 07. Januar: Chris Kempers, deutsche Sängerin
- 07. Januar: Bart De Nolf, belgischer Jazzmusiker (Kontrabass, E-Bass)
- 07. Januar: Dieter Thomas Kuhn, deutscher Musiker
- 09. Januar: Haddaway, Sänger aus Trinidad und Tobago
- 11. Januar: Edyta Bartosiewicz, polnische Sängerin, Komponistin und Songwriterin
- 12. Januar: Rob Zombie, US-amerikanischer Sänger
- 15. Januar: Adam Jones, Gitarrist der progressiven Rockband Tool
- 16. Januar: Hannes Apfolterer, österreichischer Klarinettist, Komponist und Militärkapellmeister
- 18. Januar: Viktor Gernot, österreichischer Kabarettist, Schauspieler, Fernsehmoderator und Sänger
- 20. Januar: John Michael Montgomery, US-amerikanischer Country-Sänger
- 20. Januar: Heather Small, englische Soulsängerin
- 21. Januar: Peri Arndt, deutsche Musikerin und Politikerin
- 21. Januar: Jam Master Jay, US-amerikanischer Hip-Hop-Musiker († 2002)
- 22. Januar: Gitta Saxx, deutsches Modell und DJ
- 27. Januar: Michael Moog de Medici, deutscher Komponist, Schauspieler und Autor
- 31. Januar: Ofra Harnoy, kanadische Cellistin

### Februar
- 10. Februar: Dana Winner, belgische Sängerin
- 18. Februar: Dr. Dre, US-amerikanischer Rapper und Musikproduzent
- 24. Februar: Tone Åse, norwegische Sängerin

### März
- 01. März: Gabriela Tasnadi, rumänisch-deutsche Mezzosopranistin, Gesangslehrerin und Chorleiterin
- 04. März: WestBam, deutscher DJ, Musiker, Labelinhaber, ehemaliger Veranstalter der Mayday
- 05. März: Nadja Abd el Farrag, deutsche Fernsehmoderatorin und Sängerin († 2025)
- 07. März: Cameron Daddo, australischer Schauspieler und Musiker
- 09. März: Uta Bresan, deutsche Schlagersängerin und Moderatorin
- 10. März: Deezer D, US-amerikanischer Schauspieler und Rapper († 2021)
- 12. März: Max Müller, österreichischer Schauspieler und Sänger
- 15. März: Francisco Ribeiro, portugiesischer Musiker († 2010)
- 18. März: Zbigniew Łowżył, polnischer Komponist, Schlagzeuger, Pianist und Musikpädagoge
- 20. März: David Bronner, österreichischer Produzent und Pianist († 2023)
- 23. März: Marti Pellow, schottischer Sänger
- 23. März: Steve Turner, US-amerikanischer Rockmusiker
- 23. März: Alexander Wagendristel, österreichischer Komponist und Flötist

### April
- 02. April: Lucía, spanische Schlagersängerin und Moderatorin
- 03. April: Nazia Hassan, britisch-pakistanische Sängerin († 2000)
- 06. April: Frank Black, US-amerikanischer Musiker
- 07. April: Sylvain Luc, französischer Jazzgitarrist († 2024)
- 07. April: Ralf Wengenmayr, deutscher Filmkomponist
- 09. April: Daniel Messina, argentinischer Schlagzeuger und Komponist
- 10. April: Kepa Junkera, baskischer Musiker und Komponist
- 11. April: Simone Thomalla, deutsche Schauspielerin, Sängerin und Hörbuchsprecherin
- 15. April: Pablo Molina, argentinischer Reggaemusiker († 2023)
- 15. April: Linda Perry, US-amerikanische Rocksängerin, Songwriterin und Musikproduzentin
- 19. April: Natalie Dessay, französische Opernsängerin
- 19. April: Jutta Niedhardt, deutsche TV-Moderatorin und Sängerin
- 22. April: Herbert Hopfgartner, österreichischer Musiker, Pädagoge, Publizist und Kulturwissenschaftler
- 23. April: Martin L. Schäfer, deutscher Schauspieler, Synchronsprecher, Musiker und Sänger († 2017)
- 28. April: Karl Logan, US-amerikanischer Gitarrist
- 29. April: Andreas Bär, deutscher Saxophonist und Komponist
- 30. April: Fauzia Maria Beg, indische Jazz- und Soulmusikerin (Gesang)

### Mai
- 03. Mai: Tony Wegas, österreichischer Sänger und Musiker
- 05. Mai: Carmen Geiss, deutsche Unternehmerin, Fitnesstrainerin, Sängerin, Fernsehdarstellerin und ehemaliges Model
- 05. Mai: Mark Keller, deutscher Schauspieler und Sänger
- 06. Mai: Nathalie Stutzmann, französische Opernsängerin (Alt) und Dirigentin
- 10. Mai: Michael Regener, Sänger der verbotenen Rechtsrock-Band Landser
- 13. Mai: Stefan Hansen, deutscher Komponist
- 13. Mai: Lari White, US-amerikanische Country-Sängerin und Songwriterin († 2018)
- 16. Mai: Krist Novoselic, US-amerikanischer Musiker
- 16. Mai: Thomas Riegler, deutscher Kirchenmusiker und Komponist
- 24. Mai: Jens Becker, deutscher Musiker
- 25. Mai: Simon Fowler, britischer Sänger und Gitarrist
- 25. Mai: Sirka Schwartz-Uppendieck, deutsche Kirchenmusikdirektorin, Organistin und Pianistin
- 26. Mai: Christina Lux, deutsche Musikerin, Sängerin, Gitarristin und Komponistin

### Juni
- 01. Juni: Walther Soyka, österreichischer Musiker († 2025)
- 03. Juni: Peter Mattei, schwedischer Opernsänger (Bariton)
- 03. Juni: Thomas Ohrner, deutscher Schauspieler, Synchronsprecher, Sänger und Moderator
- 05. Juni: Sandrine Piau, französische Opernsängerin
- 06. Juni: Ogata Megumi, japanische Seiyu- und J-Pop-Sängerin
- 12. Juni: Filip Topol, tschechischer Sänger, Songwriter und Pianist († 2013)
- 16. Juni: J. B. Gouthier, deutscher Gitarrist, Komponist und Musiker
- 16. Juni: Darja Švajger, slowenische Sängerin
- 28. Juni: John Medeski, US-amerikanischer Organist, Keyboarder und Komponist
- 29. Juni: Tina Tandler, deutsche Saxophonistin

### Juli
- 02. Juli: Trine-Lise Væring, dänische Jazzsängerin und Songwriterin
- 04. Juli: Regina, slowenische Pop- und Rocksängerin
- 11. Juli: Scott Shriner, US-amerikanischer Musiker
- 14. Juli: Igor Choroschew, russischer Musiker
- 14. Juli: Michael Larsen, deutscher Sänger, Moderator, Komponist und Textdichter
- 19. Juli: Evelyn Glennie, britische Schlagzeugerin und Komponistin
- 23. Juli: Slash, britisch-US-amerikanischer Gitarrist von Guns N’ Roses
- 25. Juli: Olav Kröger, deutscher Dirigent, Pianist, Liedbegleiter und Komponist
- 25. Juli: Ina Müller, deutsche Sängerin und Fernsehmoderatorin
- 25. Juli: Marty Brown, US-amerikanischer Country-Sänger
- 28. Juli: Daniela Mercury, brasilianische Sängerin

### August
- 03. August: Benjamin Dwyer, irischer Gitarrist, Komponist und Musikwissenschaftler
- 06. August: Kate Gulbrandsen, norwegische Sängerin
- 06. August: Yuki Kajiura, japanische Komponistin
- 06. August: Jens Skwirblies, deutscher Musiker und Produzent
- 07. August: Angel Moraes, US-amerikanischer DJ, Remixer und Musikproduzent († 2021)
- 08. August: Achim Hagemann, deutscher Komponist und Musiker
- 08. August: Andreas Wahl, deutscher Jazzmusiker
- 10. August: Claudia Christian, US-amerikanische Schauspielerin, Regisseurin, Sängerin und Musikerin
- 10. August: Toumani Diabaté, malischer Koraspieler († 2024)
- 11. August: Thomas Alkier, deutscher Jazzmusiker
- 16. August: Stéphane Picq, französischer Komponist († 2025)
- 16. August: Jari Sillanpää, schwedenfinnischer Sänger
- 17. August: Carrie Grant, britische Sängerin
- 19. August: Maria de Medeiros, portugiesische Schauspielerin, Sängerin, Regisseurin und Drehbuchautorin
- 21. August: Robert Pawlik, österreichischer Jazzmusiker (Gitarre, Komposition)
- 27. August: Rez Abbasi, US-amerikanischer Fusion- und Jazz-Gitarrist, Musikproduzent und Komponist
- 28. August: Andrés Cea Galán, spanischer Musiker
- 28. August: Shania Twain, kanadische Sängerin
- 29. August: Frances Ruffelle, britische Musicaldarstellerin
- 31. August: Susan Gritton, britische Sängerin (Sopran)

### September
- 03. September: Daddy Freddy, jamaikanischer Musiker
- 07. September: Angela Gheorghiu, rumänische Opernsängerin
- 11. September: Moby, US-amerikanischer Produzent und DJ im Bereich der elektronischen Musik
- 13. September: Katharina Müller-Elmau, deutsche Schauspielerin und Musikerin
- 13. September: Zak Starkey, britischer Musiker
- 19. September: Goldie, britischer Künstler und Musiker
- 21. September: Benjamin Gunnar Cohrs, deutscher Dirigent, Musiker, Musikforscher und Publizist († 2023)
- 25. September: Giorgis Xylouris, griechischer Laoutospieler und Sänger
- 28. September: Ginger Fish, US-amerikanischer Musiker

### Oktober
- 02. Oktober: David D’Or, israelischer Countertenor
- 02. Oktober: Hannes Schäfer, deutscher Musiker und Arzt
- 03. Oktober: Adriana Calcanhotto, brasilianische Sängerin
- 08. Oktober: C. J. Ramone, US-amerikanischer Musiker (Ramones)
- 10. Oktober: Rebecca Pidgeon, US-amerikanisch-britische Schauspielerin, Sängerin und Songwriterin
- 11. Oktober: Alexander Hacke, deutscher Musiker, Musikproduzent, Komponist von Filmmusik und Schauspieler
- 12. Oktober: Liv-Benedicte Bjørneboe, norwegische Organistin, Komponistin und Kantorin
- 14. Oktober: Karyn White, US-amerikanische Sängerin
- 22. Oktober: Lotte Feder, dänische Sängerin und Fernsehmoderatorin
- 22. Oktober: Lijadu Sisters, nigerianische Musikerinnen
- 29. Oktober: Christian Brewer, britischer Jazzmusiker (Saxophon) († 2021)
- 30. Oktober: Torsten Laux, deutscher Organist und Musikpädagoge

### November
- 04. November: Jeffrey Ching, britischer Komponist chinesischer Herkunft
- 06. November: Michael Boden, deutscher Musiker, Komponist und Dichter
- 10. November: Jonas Åkerlund, schwedischer Musikvideo- und Filmregisseur
- 11. November: Stefan Schwarzmann, deutscher Musiker
- 16. November: Magnus Bäcklund, schwedische Sänger
- 18. November: Mousa Alijani, iranischer Musiker
- 18. November: Heinz Gröning, deutscher Kabarettist und Musiker
- 20. November: Hayashi Yoshiki, japanischer Musiker
- 21. November: Björk, isländische Sängerin, Musikproduzentin, Komponistin, Songwriterin und Schauspieler
- 24. November: Angelika Kirchschlager, österreichische Opernsängerin
- 25. November: Timothy Lockwood Armstrong, US-amerikanischer Musiker
- 25. November: Moritz Eggert, deutscher Komponist und Pianist
- 26. November: Bernard Allison, US-amerikanischer Blues-Gitarrist, Sänger und Songschreiber

### Dezember
- 01. Dezember: Till Hoheneder, deutscher Comedian und Musiker
- 08. Dezember: Silvano Borzacchiello, italienisch-schweizerischer Jazzmusiker (Schlagzeug)
- 08. Dezember: Astrid Harzbecker, deutsche Komponistin, Texterin und Sängerin
- 08. Dezember: Dan Phillips, US-amerikanischer Jazzmusiker (Gitarre, Komposition)
- 10. Dezember: J. Mascis, US-amerikanischer Musiker
- 10. Dezember: Ralph Suda, deutscher Musikproduzent, Songwriter und Unternehmer
- 11. Dezember: Werner Auer, österreichischer Künstler, Sänger, Schauspieler, Regisseur, Kabarettist und Moderator
- 16. Dezember: Anke Sieloff, deutsche Opernsängerin
- 19. Dezember: Andreas Zaron, deutscher Musicaldarsteller, Sänger und Texter
- 21. Dezember: Anke Engelke, deutsche Komikerin, Schauspielerin, Entertainerin, Sängerin, Synchronsprecherin und Fernsehmoderatorin
- 22. Dezember: Jonathan Joss, US-amerikanischer Schauspieler, Synchronsprecher und Musiker († 2025)
- 22. Dezember: Kim Richardson, kanadische Sängerin und Schauspielerin
- 24. Dezember: Volker Felgenhauer, deutscher Komponist
- 29. Dezember: Dexter Holland, Gitarrist, Sänger und Songschreiber
- 30. Dezember: Arnold Jacobshagen, deutscher Musikwissenschaftler
- 31. Dezember: Martin Spitzer, österreichischer Jazzgitarrist († 2024)

### Genaues Geburtsdatum unbekannt
- Joachim Arnold, deutscher Pianist, Dirigent, Produzent und Unternehmer
- David Bohn, US-amerikanischer Komponist, Organist und Musikpädagoge
- Maria Doyle-Cuche, irische Sängerin
- Kostas Drygiannakis, griechischer Komponist und Musiker
- Matthias Hanke, deutscher Kirchenmusiker, Dirigent, Chorleiter, Organist
- Matthias Heep, Schweizer Komponist, Chorleiter und Arrangeur
- Kim Jackson, irische Sängerin
- Bradley Joseph, US-amerikanischer Musiker, Komponist und Arrangeur
- Robert Kainar, österreichischer Jazzmusiker (Schlagzeug, Komposition)
- Patricia Kraus, spanische Sängerin
- Christophe Lartilleux, französischer Jazzmusiker (Gitarre, Arrangement, Komposition)
- Heidi Grant Murphy, US-amerikanische Sängerin und Musikpädagogin
- Jürgen Oberschmidt, deutscher Musikpädagoge und Musikwissenschaftler
- Hille Perl, deutsche Musikerin
- Anton Sauprügl, österreichischer Akkordeonist, Organist und Klarinettist sowie Musikschulleiter
- Regine Schwarz, deutsche Unternehmensbeteiligte, Verlegerin, Autorin, Regisseurin und Musikerin
- Stefan Straßer, deutscher Improvisationsmusiker (Synthesizer, Elektronik) und Klangkünstler
- Steven Tenenbom, US-amerikanischer Bratschist und Musikpädagoge
- Markus Tripolt, österreichischer Maler, Aktionskünstler, Erwachsenenbildner und Musiker
- Boris Vanderlek, niederländischer Jazz- und Bluesmusiker (Tenorsaxophon)
- Henry Ventur, deutscher Musikpädagoge und Dirigent
- Marion Welter, luxemburgische Sängerin
- Aud Wilken, dänische Sängerin
- Matthias Würsch, Schweizer Schlagwerker
- Uwe Zahn, deutscher Musiker

### Geboren um 1965
- Leena Conquest, US-amerikanische Jazzmusikerin (Gesang)
- Rinde Eckert, US-amerikanischer Librettist, Autor, Komponist, Regisseur und Schauspieler
- John Minnock, US-amerikanischer Jazzmusiker († 2024)
- Michail Paweletz, deutscher Journalist, Nachrichtensprecher, Fernsehmoderator und Geiger

## Gestorben

### Januar
- 01. Januar: Juan Bautista Plaza, venezolanischer Komponist (* 1898)
- 02. Januar: Staf Nees, belgischer Komponist (* 1901)
- 07. Januar: Jean Belland, französischer Cellist und Musikpädagoge (* 1895)
- 10. Januar: Paul-Émile Corbeil, kanadischer Sänger und Gesangspädagoge, Rundfunkproduzent und Schauspieler (* 1908)
- 12. Januar: Max Scheunemann, deutscher Pädagoge und Komponist (* 1881)
- 13. Januar: Leo Funtek, finnischer Violinist, Dirigent, Komponist und Musikpädagoge österreichischer Herkunft (* 1885)
- 14. Januar: Jeanette MacDonald, US-amerikanische Schauspielerin und Sängerin (Sopran) (* 1903)
- 15. Januar: Daniza Ilitsch, jugoslawische Opern- und Liedersängerin (Sopran) (* 1914)
- 21. Januar: Reino Helismaa, finnischer Texter, Coupletsänger, Filmschauspieler (* 1913)
- 22. Januar: Papa John Joseph, US-amerikanischer Jazzmusiker (* 1877)
- 22. Januar: Walter Riezler, deutscher Klassischer Archäologe und Musikwissenschaftler (* 1878)
- 22. Januar: Benno Ziegler, deutscher Komponist und Musikschriftsteller (* 1891)
- 24. Januar: Michel-Maurice Lévy, französischer Komponist (* 1883)
- 26. Januar: George Enacovici, rumänischer Komponist (* 1891)
- 29. Januar: Michał Spisak, polnischer Komponist (* 1914)
- 29. Januar: Henny Wolff, deutsche Konzertsängerin (Sopran) und Gesangspädagogin (* 1896)

### Februar
- 01. Februar: Roberto Quiroga, argentinischer Tangosänger und Gitarrist (* 1911)
- 02. Februar: Alberto de Angelis, italienischer Musikjournalist und Musikschriftsteller (* 1885)
- 03. Februar: Ernst Licht, deutscher Komponist (* 1892)
- 06. Februar: Kurt Heuser, deutscher Theaterkapellmeister und Komponist (* 1901)
- 11. Februar: Witali Alexandrowitsch Tschechower, russischer Schachkomponist (* 1908)
- 12. Februar: Eduard Munninger, österreichischer Autor, Pädagoge, Musiker (* 1901)
- 14. Februar: Franz Höbling, österreichischer Opernsänger (Bass), Theater- und Stummfilmschauspieler (* 1886)
- 14. Februar: Désiré-Émile Inghelbrecht, französischer Dirigent und Komponist (* 1880)
- 15. Februar: Nat King Cole, US-amerikanischer Sänger und Jazz-Musiker (* 1919)
- 16. Februar: Liselotte Malkowsky, deutsche Schlagersängerin (* 1913)
- 21. Februar: Paul Pella, österreichischer Kapellmeister und Musikdirektor (* 1892)
- 22. Februar: Nanna With, norwegische Journalistin, Autorin, Musikerin und Lehrerin (* 1874)
- 24. Februar: Leonore Pany, österreichische Schriftstellerin und Komponistin (* 1877)
- 26. Februar: Kurt Johnen, deutscher Pianist, Musikpädagoge und Musikschriftsteller (* 1884)
- 27. Februar: Lilly Hafgren-Waag, schwedische Opernsängerin (* 1884)

### März
- 01. März: Boyd Atkins, US-amerikanischer Jazz- und Blues-Musiker (* 1900)
- 01. März: Boleslav Vomáčka, tschechischer Komponist, Musikkritiker und Jurist (* 1887)
- 03. März: Carlo Gatti, italienischer Komponist und Musikschriftsteller (* 1876)
- 03. März: Karl Vigl, Südtiroler Organist, Kapellmeister und Komponist (* 1898)
- 07. März: Anthon van der Horst, niederländischer Organist, Dirigent, Komponist und Musikpädagoge (* 1899)
- 08. März: Tadd Dameron, US-amerikanischer Jazzmusiker (* 1917)
- 09. März: Tommy Douglas, US-amerikanischer Bandleader, Saxophonist und Klarinettist (* 1911)
- 13. März: Jella Braun-Fernwald, österreichische Opern- und Konzertsängerin (* 1894)
- 14. März: Stanko Premrl, slowenischer Komponist (* 1880)
- 15. März: Franz Doelle, deutscher Musiker und Komponist (* 1883)
- 18. März: Lea Luboshutz, russische Geigerin und Musikpädagogin (* 1885)
- 21. März: René Frank, deutsch-elsässischer Pianist und Komponist (* 1910)
- 25. März: Giorgio Federico Ghedini, italienischer Komponist (* 1892)
- 26. März: Carl von Pidoll, deutscher Pianist, Komponist, Schauspieler, Generalagent, Direktor und Schriftsteller (* 1888)

### April
- 02. April: Renzo Rinaldo Bossi, italienischer Komponist (* 1883)
- 10. April: La Belle Otéro, spanische Revue-Tänzerin, Sängerin (* 1868)
- 22. April: Silvia Șerbescu, rumänische Pianistin und Musikpädagogin (* 1903)
- 26. April: Michael Bohnen, deutscher Opernsänger (Bassbariton) und Schauspieler (* 1887)
- 27. April: Louis Graveure, englischer Schauspieler und Sänger (* 1888)

### Mai
- 01. Mai: G. N. Balasubramaniam, indischer Sänger, Komponist und Schauspieler (* 1910)
- 01. Mai: Spike Jones, US-amerikanischer Musiker (* 1911)
- 01. Mai: Leo Spies, deutscher Komponist und Dirigent (* 1899)
- 03. Mai: Bernhard Jakschtat, deutscher Volks-, Opern- und Operettensänger (Bariton) sowie Rundfunkkünstler (* 1896)
- 13. Mai: Hanna Kruschelnyzka, ukrainische Konzert- und Opernsängerin (* 1887)
- 14. Mai: Nina Koshetz, russisch-ukrainische, später amerikanische Opern- und Kammersängerin und Schauspielerin (* 1892)
- 21. Mai: Alfredo Gobbi, argentinischer Geiger, Bandleader und Tangokomponist (* 1912)
- 25. Mai: Mary Dickenson-Auner, irische Violinistin, Pädagogin und Komponistin (* 1880)
- 25. Mai: Sonny Boy Williamson II., US-amerikanischer Bluesmusiker (* 1908)
- 28. Mai: Gotfrid Aliewitsch Gasanow, sowjetischer Musiker und Komponist lesginisch-deutscher Herkunft (* 1900)
- 31. Mai: Earl Johnson, US-amerikanischer Country-Musiker (* 1886)

### Juni
- 03. Juni: Herbert Janssen, deutscher Opernsänger (Bariton) (* 1892)
- 06. Juni: Hayunga Carman, kanadischer Musikpädagoge (* 1875)
- 07. Juni: Judy Holliday, US-amerikanische Schauspielerin und Sängerin (* 1921)
- 07. Juni: Alfred Missong, österreichischer Publizist (* 1901)
- 08. Juni: Erik Chisholm, schottischer Komponist und Dirigent (* 1904)
- 08. Juni: Manfred Raasch, deutscher Schauspieler und Sänger (* 1931)
- 09. Juni: Fritz Soot, deutscher Opernsänger (Tenor) (* 1878)
- 11. Juni: Gertrud Rünger, deutsche Opernsängerin (Alt, später auch Dramatischer Sopran) (* 1893)
- 15. Juni: Irene von Fladung, österreichische Opernsängerin (Sopran) (* 1879)
- 20. Juni: Ira Louvin, US-amerikanischer Gospel- und Countrymusiker (* 1924)
- 21. Juni: Leo Balet, niederländisch-deutscher Musikwissenschaftler und Kunsthistoriker (* 1878)
- 25. Juni: Pee Wee Lambert, US-amerikanischer Country-Musiker (* 1924)
- 28. Juni: Red Nichols, US-amerikanischer Jazzmusiker, Kornettist und Trompeter (* 1905)
- 29. Juni: Joseph Ryelandt, belgischer Komponist (* 1870)
- 30. Juni: Hans Grimm, deutscher Komponist (* 1886)

### Juli
- 01. Juli: Claude Thornhill, US-amerikanischer Jazzmusiker (* 1909)
- 04. Juli: Edward Sackville-West, 5. Baron Sackville, britischer Schriftsteller und Musikkritiker, Mitglied des House of Lords (* 1901)
- 14. Juli: Spencer Williams, US-amerikanischer Pianist und Komponist (* 1889)
- 16. Juli: Henry Jolles, deutscher Pianist und Komponist (* 1902)
- 17. Juli: Eugène Bigot, französischer Komponist und Dirigent (* 1888)
- 25. Juli: Francisco Carreño, venezolanischer Musiker, Komponist, Musikpädagoge und Folklorist (* 1910)
- 25. Juli: Arthur Young, britischer Jazzmusiker (* 1904)
- 27. Juli: Maurice Yvain, französischer Komponist (* 1891)

### August
- 06. August: Peter Ronnefeld, deutscher Komponist und Dirigent (* 1935)
- 08. August: Ludwig Egler, deutscher Komponist und Dichter (* 1893)
- 08. August: Arthur Kistenmacher, deutscher Opernsänger (Tenor), Musikpädagoge, Komponist und Schauspieler (* 1881)
- 14. August: Willy Spilling, deutscher Komponist und Musikwissenschaftler (* 1909)
- 15. August: Robert Strübin, schweizerischer Maler, Grafiker und Musiker (* 1897)
- 27. August: Otto Reinhold, deutscher Komponist und Musikpädagoge (* 1899)

### September
- 04. September: Walter Hennig, deutscher Kirchenmusiker und Komponist (* 1903)
- 04. September: Albert Schweitzer, deutscher Arzt, Theologe, Musiker und Philosoph (* 1875)
- 07. September: Stanislav Letovsky, US-amerikanischer Komponist und Pianist böhmischer Herkunft (* 1890)
- 08. September: Dorothy Dandridge, US-amerikanische Schauspielerin und Sängerin (* 1922)
- 09. September: Julián Carrillo, mexikanischer Komponist (* 1875)
- 09. September: Vito Castorina, italienischer Komponist, Dirigent und Musikpädagoge (* 1910)
- 15. September: Steve Brown, US-amerikanischer Jazz-Musiker (Kontrabass, Tuba) (* 1890)
- 20. September: Fritz Skorzeny, österreichischer Komponist und Musikkritiker (* 1900)
- 23. September: Jean Goulet, kanadischer Geiger, Klarinettist, Dirigent und Musikpädagoge (* 1877)
- 24. September: Lawrence Winters, US-amerikanischer Opernsänger (Bariton) (* 1915)
- 26. September: Heinrich Kralik, österreichischer Musikwissenschaftler und -schriftsteller (* 1887)
- 27. September: Harry Reser, US-amerikanischer Jazzpianist, Arrangeur und Songwriter (* 1896)

### Oktober
- 05. Oktober: Gustaf Bengtsson, schwedischer Komponist (* 1886)
- 06. Oktober: Vincenzo Cimatti, italienischer Ordensgeistlicher, Pädagoge, Komponist und Missionar in Japan (* 1879)
- 09. Oktober: Ernest Read, englischer Komponist und Musikpädagoge (* 1879)
- 10. Oktober: Georgi Michailowitsch Rimski-Korsakow, russischer Komponist und Enkel des Komponisten Nikolai Rimski-Korsakow (* 1901)
- 10. Oktober: George Tucker, US-amerikanischer Jazz-Bassist des Hardbop (* 1927)
- 10. Oktober: Hermann Uhde, deutscher Opernsänger (Bassbariton) (* 1914)
- 12. Oktober: Merl Lindsay, US-amerikanischer Country-Musiker (* 1915)
- 13. Oktober: Harrison Verrett, US-amerikanischer Jazzmusiker (Gitarre, Banjo) (* 1907)
- 18. Oktober: Frank Hutchens, neuseeländischer Komponist (* 1892)
- 20. Oktober: Josef Bossong, deutscher Politiker (CDU), MdBB (* 1879)
- 21. Oktober: William Patton Black junior, US-amerikanischer Musiker (* 1926)
- 21. Oktober: Marie McDonald, US-amerikanische Filmschauspielerin und Sängerin (* 1923)
- 22. Oktober: Karl Lustig-Prean von Preanfeld und Fella, österreichischer Theaterdirektor und -intendant sowie Opernregisseur, Musikschriftsteller und Journalist (* 1892)
- 23. Oktober: Suzanne Demarquez, französische Komponistin und Musikschriftstellerin (* 1899)
- 27. Oktober: Edythe Wright, US-amerikanische Swing-Sängerin (* 1914)
- 28. Oktober: Earl Bostic, US-amerikanischer Altsaxophonist und Komponist (* 1913)

### November
- 04. November: Krsto Odak, kroatischer Komponist (* 1888)
- 06. November: Oliver Coleman, US-amerikanischer Jazz-Musiker (* 1914)
- 06. November: Edgar Varèse, französisch-US-amerikanischer Komponist und Dirigent (* 1883)
- 06. November: Clarence Williams, US-amerikanischer Jazzpianist, Sänger, Komponist sowie Plattenproduzent, Musikverleger und -agent (* 1893)
- 07. November: Friedrich Wildgans, österreichischer Komponist (* 1913)
- 11. November: Emmerich Arleth, österreichischer Schauspieler und Sänger (* 1900)
- 12. November: Hans Ferdinand Schaub, deutscher Komponist (* 1880)
- 14. November: Buster Harding, kanadischer Jazz-Pianist, Arrangeur und Komponist (* 1917)
- 21. November: Naoum Blinder, russisch-amerikanischer Geiger und Musikpädagoge (* 1889)
- 22. November: Herbert Windt, deutscher Komponist (* 1894)
- 24. November: Robert Wiemann, deutscher Dirigent und Komponist (* 1870)
- 27. November: Frank Fox, österreichischer Kapellmeister und Filmkomponist (* 1902)
- 28. November: Oscar Besemfelder, deutscher Lautenist und Sänger (* 1893)
- 30. November: Rolf Brunner, deutscher Sänger, Schauspieler bei Bühne und Stummfilm sowie Stummfilmregisseur (* 1881)

### Dezember
- 05. Dezember: Franz Völker, deutscher Opernsänger (Tenor) (* 1899)
- 08. Dezember: Karl Knochenhauer, deutscher Komponist und Cellist (* 1888)
- 10. Dezember: Henry Cowell, US-amerikanischer Komponist (* 1897)
- 11. Dezember: Rafael Hernández Marín, puerto-ricanischer Komponist (* 1892)
- 16. Dezember: Tito Schipa, italienischer Tenor und Komponist (* 1888)
- 17. Dezember: Max Hinrichsen, deutsch-britischer Musikverleger (* 1901)
- 17. Dezember: María Teresa Vera, kubanische Sängerin, Gitarristin und Komponistin (* 1895)
- 18. Dezember: Claire Born, deutsche Opernsängerin (Sopran) (* 1898)
- 19. Dezember: Otto E. Crusius, deutscher Komponist und Lehrer (* 1892)
- 20. Dezember: Charlie Burse, US-amerikanischer Blues-Musiker (* 1901)
- 21. Dezember: Claude Champagne, kanadischer Komponist (* 1891)
- 23. Dezember: Franz Baumann, deutscher Sänger, Schauspieler und Liedtexter (* 1890)
- 26. Dezember: Peter Packay, belgischer Jazztrompeter (auch Posaune), Komponist und Arrangeur (* 1904)
- 29. Dezember: Kosaku Yamada, japanischer Komponist (* 1886)
- 30. Dezember: Josef Achtélik, deutscher Komponist, Musiktheoretiker und -lehrer (* 1881)
- 30. Dezember: Henry George Farmer, britischer Musikhistoriker, Dirigent und Musiker (* 1882)

### Genaues Todesdatum unbekannt
- Craig Campbell, kanadischer Sänger (Tenor) (* 1878)
- Thilo Cornelissen, deutscher Musikpädagoge und Komponist (* 1904)
- Peter Deutsch, deutsch-dänischer Komponist (* 1901)
- Leo Gooden, US-amerikanischer Sänger, Nachtclubbesitzer, Musikproduzent und Songwriter (* 1929)
- Julia Kerr, deutsche Komponistin (* 1898)
- Odette Le Fontenay, französische Opernsängerin und Gesangspädagogin (* 1885)
- Buster Moten, US-amerikanischer Jazzmusiker (* 1903)
- Haydn Morris, walisischer Chorleiter, Organist und Komponist (* 1891)
- Myron Schaeffer, US-amerikanischer Komponist, Musikwissenschaftler und Musikpädagoge (* 1908)
- Jimmy Wilson, US-amerikanischer Rhythm-and-Blues-Sänger (* 1921)
- Dora With, österreichische Opernsängerin (* 1900)